# Barranc de Fonguera (Abella de la Conca)
El barranc de Fonguera és un barranc, afluent del riu d'Abella. Pertany a la conca del Noguera Pallaresa, i discorre del tot dins del terme d'Abella de la Conca, a la comarca del Pallars Jussà, a la zona del sud-est del poble vell d'Abella de la Conca.
A la vall d'aquest barranc, prop de la confluència amb el riu d'Abella, és on hi ha l'església de Santa Àgueda, així com l'antiga escola, que ara acull la Casa de la Vila.
Neix en el costat occidental del coll de Faidella, prop de Ca l'Arte, i davalla cap a l'oest, emmarcada pel costat nord per la Serra de Carrànima i pel sud per la de la Sadella. El costat dret del seu curs passa per la Solana dels Botants, després per la Solana de Fonguera i més tard per la Solana de Planers. Desemboca en el riu d'Abella just a l'inici, pel nord, de los Plans, la zona plana del terme d'Abella de la Conca, sota mateix -al sud- de Ca l'Isidre, Cal Miquela, el Bon Pastor i la Granja del Moixarda.
El seu curs és força sinuós, més com més s'aproxima a la part plana del terme. La línia general és d'est-nord-est a oest-sud-oest, però fa diverses fortes inflexions cap al sud o cap a ponent. Al llarg del seu recorregut rep l'afluència de nombrosos barrancs, llaus i canals, entre els quals destaquen el Canal del Ximo, que hi arriba pel costat nord, procedent de la Serra de Carrànima, la Canal de Fontanet, també per la dreta, ja cap al final del seu recorregut.

## Etimologia
Segons Joan Coromines "Fonguera" és un topònim procedent del llatí fungus, bolet. És, per tant, el barranc del lloc de bolets.

## Restes paleontològiques
Unes prospeccions paleontològiques efectuades en aquest barranc van permetre de trobar-hi niuades i closques d'ou del Maastrichtià, al Cretaci superior; és a dir, els dinosaures dels quals es té constància que havien viscut a la Conca Dellà. El jaciment està catalogat a Patrimoni de la Generalitat de Catalunya com a Bé Cultural d'Interès Nacional en la categoria de zona paleontològica.